# Nangal Dewat
Nangal Dewat é uma vila no distrito de South West, no estado indiano de Deli.

## Demografia
Segundo o censo de 2001, Nangal Dewat tinha uma população de 13 168 habitantes. Os indivíduos do sexo masculino constituem 56% da população e os do sexo feminino 44%. Nangal Dewat tem uma taxa de literacia de 64%, superior à média nacional de 59,5%: a literacia no sexo masculino é de 73% e no sexo feminino é de 52%. Em Nangal Dewat, 14% da população está abaixo dos 6 anos de idade.